# Hosabettu
Hosabettu es una ciudad censal situada en el distrito de Kasaragod en el estado de Kerala (India). Su población es de 5179 habitantes (2011). Se encuentra a 22 km de Kasaragod.

## Demografía
Según el censo de 2011 la población de Hosabettu era de 5179 habitantes, de los cuales 2591 eran hombres y 2588 eran mujeres. Hosabettu tiene una tasa media de alfabetización del 89,63%, inferior a la media estatal del 94%: la alfabetización masculina es del 93,59%, y la alfabetización femenina del 85,78%.